# Dongragarh
Dongragarh é uma cidade e um município no distrito de Rajnandgaon, no estado indiano de Chhattisgarh.

## Demografia
Segundo o censo de 2001, Dongragarh tinha uma população de 34 440 habitantes. Os indivíduos do sexo masculino constituem 51% da população e os do sexo feminino 49%. Dongragarh tem uma taxa de literacia de 73%, superior à média nacional de 59,5%: a literacia no sexo masculino é de 81% e no sexo feminino é de 66%. Em Dongragarh, 12% da população está abaixo dos 6 anos de idade.